# Języki atapaskańskie

Języki atapaskańskie

Języki atapaskańskie, także: atapasko, athapaskan – rodzina języków rdzennej ludności Ameryki Północnej, zaliczana do nadrodziny na-dene. Rozpada się na trzy główne zespoły języków, rozrzucone po całym kontynencie: 
- południowy – w dorzeczu Rio Grande (należy tu m.in. język nawaho oraz języki Apaczów)
- środkowy – na amerykańskich wybrzeżach Oceanu Spokojnego (należy tu m.in. język hupa)
- północny – w Kanadzie i Alasce

W 2008 r. pojawiła się hipoteza łącząca języki atapaskańskie z używanymi w zachodniej Syberii językami jenisejskimi (spośród których obecnie żywy jest jedynie język ketyjski) w rodzinę językową określaną jako dene-jenisejską.